# Hamptjärnen (Revsunds socken, Jämtland)
Hamptjärnen är en sjö i Bräcke kommun i Jämtland och ingår i Ljungans huvudavrinningsområde.